# Triphleba autumnalis
Triphleba autumnalis är en tvåvingeart som först beskrevs av Becker 1901.  Triphleba autumnalis ingår i släktet Triphleba och familjen puckelflugor. Inga underarter finns listade i Catalogue of Life.